# Beauvais
Beauvais je město v severní Francii (Picardie), leží asi 90 km severně od Paříže na březích řeky Thérain, přítoku řeky Oise. Je to hlavní město departementu Oise se slavnou katedrálou, která je na Seznamu světového dědictví UNESCO, a dalšími dvěma desítkami památek. V roce 2022 zde žilo asi 55 900 obyvatel.

## Historie
Oblast byla osídlena od pravěku. V římské době se Beauvais od 1. století latinsky nazývalo Caesaromagus (Caesarovo tržiště). Roku 325 město navštívil císař Konstantin Veliký, aby pozdravil veterány své armády. Současný název je odvozen od galského kmene "Beilovaci", kteří zde měli hlavní sídlo. V 9. století vzniklo hrabství Beauvais, roku 1013 bylo založeno biskupství a roku 1096 se hrabě Renaud de Beauvais zúčastnil křížové výpravy. Za stoleté války roku 1346 obléhali město Filipa Dobrého Angličané a za vlády krále  roku 1433 znovu, tehdy pobořili městské hradby. Roku 1472 je obléhal burgundský hrabě Karel Smělý a město se proslavilo hrdinskou obranou pod vedením Jeanne Hachette (Jeanne Fourquetové), která má u radnice pomník z roku 1753. Její památka se každoročně slaví koncem června.
V roce 1930 město proslavil let tehdy největší vzducholodi na světě R101.
Koncem druhé světové války, po vylodění Spojenců v Normandii v roce 1944, zažilo město krvavé boje a bylo poškozeno bombardováním, než je Britové 30. srpna 1944 osvobodili. Dosvědčují to stovky hrobů na vojenském hřbitově.

## Hospodářství
V roce 1664 zde Jean-Baptiste Colbert založil slavnou královskou manufakturu na výrobu tapisérií, jejíž výroba se objemem  zakázek i kvalitou provedení tapisérií vyrovnala slavné pařížské Manufaktuře gobelínů. V čele dílen stál do roku 1678 mistr tkadlec a obchodník Louis Hinart, po něm jeho syn Jean-Baptiste Hinart. Posledním mistrem staré éry byl od roku 1750 návrhář Jean-Baptiste Oudry. Výrobu nezastavil ani Napoleon a v plném rozsahu se rozběhla po restauraci dynastie Bourbonů.
V současnosti zde americký závod AGCO vyrábí traktory Massey-Ferguson, sídlí zde pobočka německého koncernu BOSCH na výrobu elektrospotřebičů a .

## Doprava
Beauvais leží nedaleko dálnice A 16. Jeho nádraží bylo postaveno roku 1857 na spojnici tří železničních tratí. Město má pravidelné přímé železniční spojení do Paříže. V blízkosti leží mezinárodní letiště Beauvais-Tillé, kam létá pět nízkorozpočtových leteckých společností (Ryanair, Wizz Air, Blue Air, Air Moldova a TUI fly Belgium. Z letiště je pravidelné autobusové spojení do Paříže i do města Beauvais. Pěšky nebo po cyklostezce to je do centra 6 km.

## Pamětihodnosti
- Katedrála sv. Petra z let 1225–1275 leží v severozápadní části historického města. Není sice dostavěná, má pouze chór a křížovou loď, s výškou klenby asi 48,5 m je to však nejvyšší gotická katedrála vůbec. Významný je také její orloj ze 16. století, který v 19. století obnovil a elektrifikoval Auguste-Lucien Vérité.
- Západně od katedrály stojí karolinský kostelík Panny Marie z 9. století.
- Biskupský palác ze 16. století se dvěma válcovými věžemi, postavený zčásti na galsko-románských základech, je v současnosti sídlem oblastního  muzea departementu Oise.
- V jižní části historického města stojí středověký kostel sv. Štěpána – založil jej kníže biskup  Milon de Nanteuil roku 1225; trojlodní bazilika s románskou lodí, pozdně gotickým vysokým chórem a věží v průčelí, má barevná okna z 15. a 16. století.
- Věž opatství svatého Luciana je jediným pozůstatkem raně středověkého kláštera benediktinů, založeného  v 6. století a zničeného francouzskými revolucionáři roku 1791.
- Kostel sv. Justa v obci Marais (Saint-Just-des-Marais) středověký
- Radnice – od roku 1824 sídlí v barokní budově zrušeného opatství Sv. Quentina, je rovněž sídlem prefektury
- Národní galerie tapisérií sídlí v novostavbě v Rue Saint-Pierre 22. Vlastní velkou sbírku nástěnných gobelinů i potahů nábytku ze zdejší manufaktury, ze 17. počátku 19. století
- Nécropole nationale de Marissel (Národní vojenské pohřebiště), stovky hrobů vojáků z prvni i druhé světové války

## Galerie
|  |  |  |  |  |  |

## Sousední obce
Allonne, Aux Marais, Fouquenies, Goincourt, Le Mont-Saint-Adrien, Saint-Martin-le-Nœud, Therdonne, Tillé, Troissereux

## Vývoj počtu obyvatel
Počet obyvatel 

## Univerzita
- Univerzita Julesa Verna byla založena roku

## Osobnosti
- Svatý Geremarus (†658), mnich, opat a poustevník
- Jean Racine (1639–1699), dramatik
- Jean-Baptiste Dubos (1670–1742), estetik a historik
- Alfred Des Cloizeaux (1817–1897), mineralog
- Félix Faure (1841–1899), politik a prezident
- Henri Léon Lebesgue (1875–1941), matematik
- Hubert de Givenchy (1927–2018), aristokrat, módní návrhář, kostýmní výtvarník a návrhář kosmetiky
- Jean-Claude Decaux (* 1937), zakladatel JCDecaux, společnosti podnikající v oblasti outdoorové reklamy

## Partnerská města
- Dej, Rumunsko, 1995
- Maidstone, Spojené království, 1961
- Setúbal, Portugalsko, 1982
- Tczew, Polsko, 2003
- Witten, Německo, 1975